# Axel Zingle
Axel Zingle (Mulhouse, 18 dicembre 1998) è un ciclista su strada e mountain biker francese che corre per il Team Visma-Lease a Bike; è professionista dal 2022.

## Palmarès

### Strada
- 2020 (CC Étupes)

Grand Prix d'Is-sur-Tille
Campionati francesi, Prova in linea Under-23
- 2021 (CC Étupes)

Grand Prix des Carreleurs
Ronde du Porhoët
Circuit Boussaquin
Prix de Saugeais
Dijon-Auxonne-Dijon
1ª tappa Tour Cycliste International de la Guadeloupe (Pointe-à-Pitre > Saint-François)
- 2022 (Cofidis, tre vittorie)

Route Adélie de Vitré
1ª tappa Arctic Race of Norway (Mo i Rana > Mo i Rana)
Famenne Ardenne Classic
- 2023 (Cofidis, una vittoria)

Classic Loire Atlantique
- 2024 (Cofidis, una vittoria)

Boucles de l'Aulne
- 2025 (Team Visma-Lease a Bike, una vittoria)

1ª tappa Quattro Giorni di Dunkerque (Sainte-Catherine > Amiens)

#### Altri successi
- 2022 (Cofidis)

Classifica a punti Arctic Race of Norway
- 2025 (Visma-Lease a Bike)

3ª tappa Parigi-Nizza (Circuit Nevers Magny-Cours > Nevers, cronosquadre)

### Mountain bike
- 2016

Coppa di Francia #1, Cross country Junior (Marsiglia)
Coppa di Francia #2, Cross country Junior (Ussel)

## Piazzamenti

### Grandi Giri
- Tour de France

2023: 142º
2024: 108º

### Classiche monumento
- Milano-Sanremo

2024: 41º
2025: 109º
- Giro delle Fiandre

2023: 38º

### Competizioni mondiali
- Campionati del mondo di mountain bike

Vallnord 2015 - Cross country Junior: 27º
Nové Město na Moravě 2016 - Cross country Junior: 26º
Lenzerheide 2018 - Cross country Under-23: 55º

### Competizioni europee
- Campionati europei

Drenthe 2023 - In linea Elite:  ritirato 
- Campionati europei di mountain bike

Chies d'Alpago 2015 - Cross country Junior: 46º
Huskvarna 2016 - Staffetta a squadre: 2º
Huskvarna 2016 - Cross country Junior: 3º
Graz 2018 - Staffetta a squadre: 5º
Graz 2018 - Cross country Under-23: 32º